# Gal (llengua)
El gàl·lic o gal és una llengua indoeuropea del grup cèltic extinta des del segle v. Conjuntament amb el celtibèric, el lepòntic i el gàlata constitueixen el grup de les llengües cèltiques continentals. Al llarg de la seva història va utilitzar l'alfabet etrusc, el grec i el llatí, atès que eren un poble de tradició oral i no disposaven d'alfabet propi.
Era parlada a l'antiga Gàl·lia pels pobles gals fins que es va imposar el llatí vulgar de finals de l'Imperi Romà. En coneixem uns centenars d'inscripcions en pedra i ceràmica, així com en monedes, a part de les referències en textos grecs i llatins. En queden avui dia nombrosos topònims i préstecs lingüístics en diverses llengües europees i especialment en el francès i l'occità.

## Història
El gal va ser en el seu moment una de les llengües més esteses de tot Europa malgrat ser una llengua morta avui dia, donada l'extensió dels pobles celtes al continent abans de la conquesta romana de la pràctica totalitat dels seus territoris. Es parla sobre la hipòtesi que les llengües cèltiques continentals, si bé no formen una llengua unificada, sí que havien de ser altament intel·ligibles entre si, donada la uniformitat dels topònims d'origen celta al llarg d'Europa. Així, el lepòntic, és de vegades anomenat gal Cisalpí donada la seva similitud amb aquest i el gàlata, segons Sant Jeroni en els seus escrits, era molt similar al gal de Trèveris. S'estima que el gal va sobreviure almenys fins al segle v o VI dC.

## Escriptura

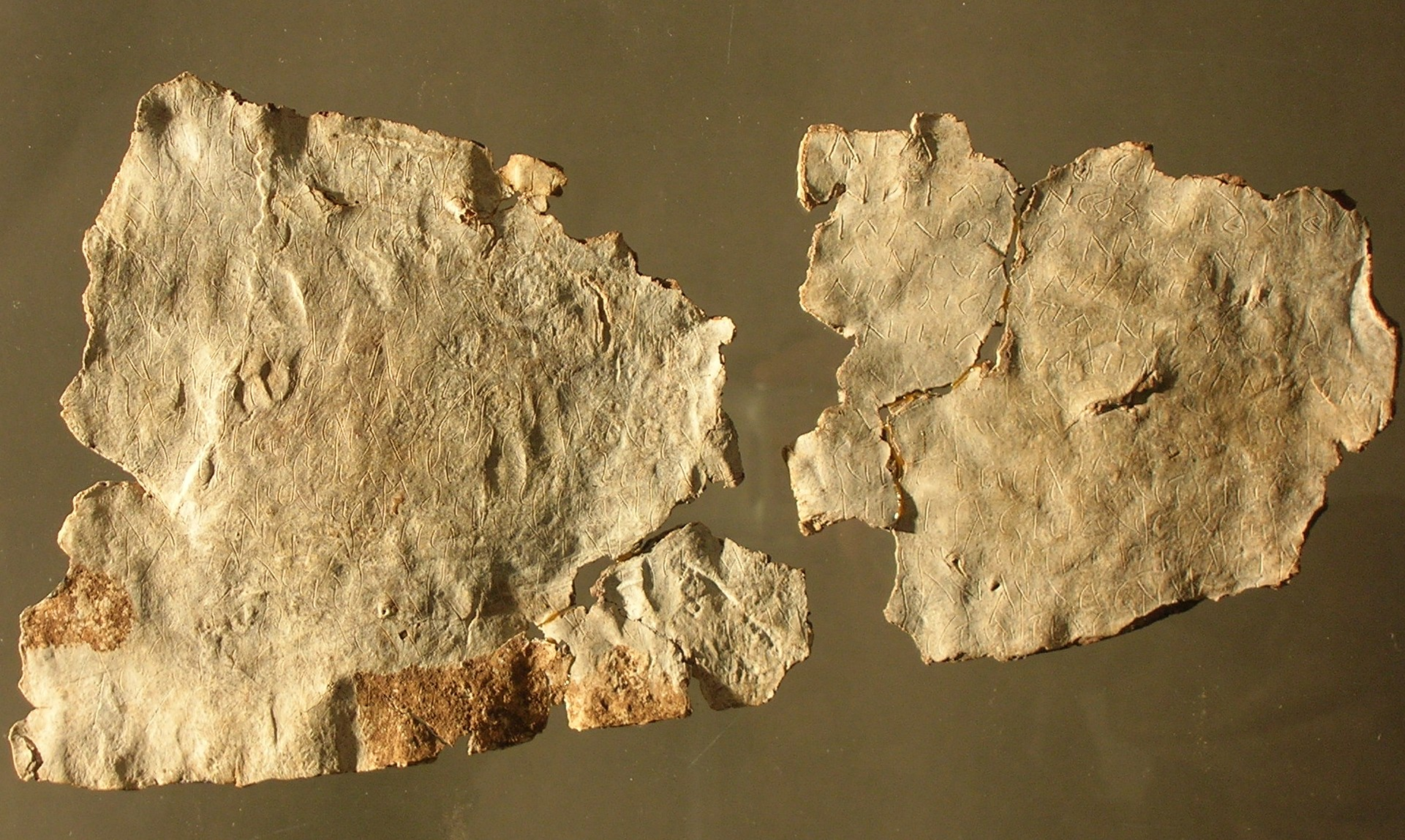
Inscripció en plom de L'Hospitalet-du-Larzac, Museu de Millau.

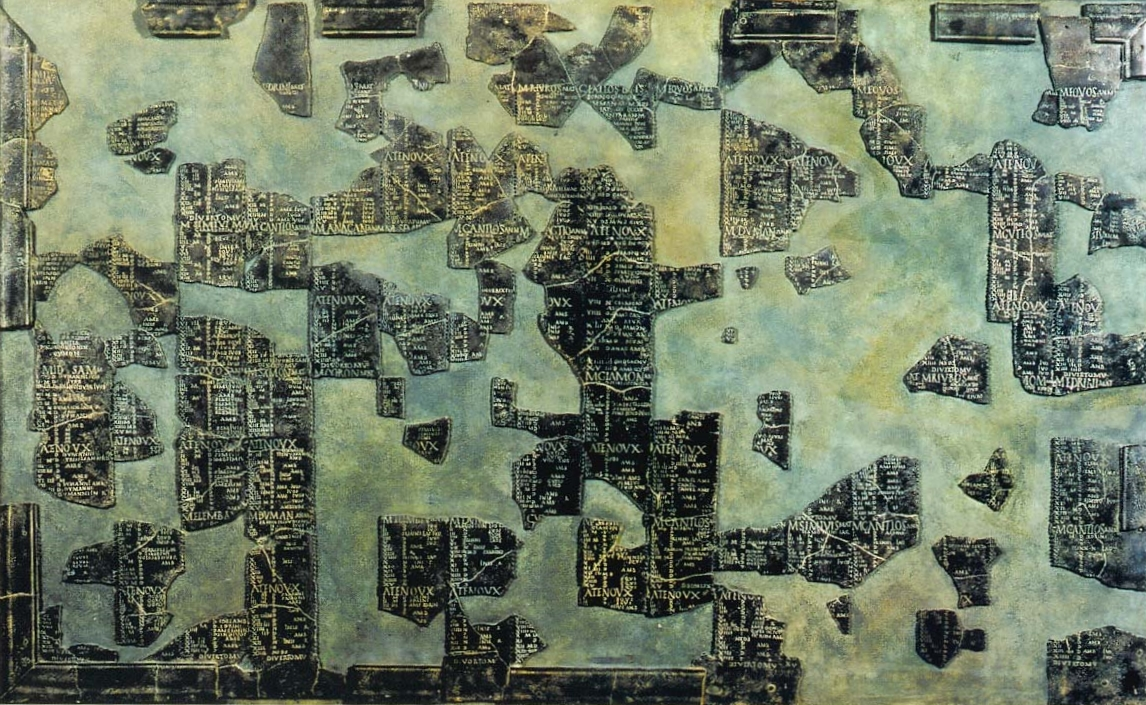
Vista de la placa del Calendari de Coligny reensamblada.

El coneixement de què es disposa del gal avui en dia és obtingut de diverses fonts, com són paraules, noms de persona i tribus i topònims a partir de fonts llatines i gregues o préstecs adoptats pel francès, però especialment es deu a centenars d'inscripcions trobades. No obstant això, aquestes solen compondre únicament de poques paraules, normalment antropònims, dins de frases estereotipades i molt fragmentades. Tanmateix, el gal és la llengua celta continental de la qual més traces escrites es té. Al llarg de la seva història es va escriure tant en alfabet llatí com en grec o etrusc (alfabet de Lugano).
Es conserven prop d'un centenar d'inscripcions en gal que van del segle iii aC, però la major part del material prové del I aC, i encara que no se'n troba inscripcions hi ha testimonis d'haver-se parlat fins al segle iv. La majoria de les inscripcions tendeixen a ser simples, cosa que en general en facilita la interpretació.
Així mateix hi ha tres extenses inscripcions en pedra, dues d'elles són bilingües, en gal i llatí: la inscripció funerària de Todi (Ombria) i la dedicatòria de Vercelli (Piemont oriental). Aquestes inscripcions daten aparentment d'un temps en què la influència política i lingüística de Roma ja era considerable al nord d'Itàlia (segle iii aC o posterior).
Entre els anys 70 i mitjans dels 80 es van trobar tres inscripcions en alfabet llatí cursiu de gran longitud però de difícil interpretació; un era el fragmentari Plat de Lezoux, d'unes 50 paraules, que sembla contenir una llista de màximes morals, una altra és la placa de pissarra de Chamalières, amb una mica més de 50 paraules pertanyents a principis del segle i, i finalment una altra inscripció també en pissarra, trobada a L'Hospitalet-du-Larzac, d'aproximadament 200 paraules i datada al voltant del 100 dC, que inclou imprecacions màgiques.
L'alfabet llatí (tant el monumental i cursiva) que s'usava a la Gàl·lia romana era:
ABCDÐEFGHIKLMNOPQRSTUVXZ
abcdðefghiklmnopqrstuvxz
G i K s'usaven a vegades de forma indistinta. Ð, ð, ds i s pot que representessin ts. X, x representa [χ] o / ks /. EV es pot intercanviar juntament amb OV (eg L-3, L-12). Q s'usa en rares ocasions (per exemple, Sequanni, EQUOS) i potser fos un arcaisme. Ð i ð eren usades per representar la lletra Tau gallicum, que no s'ha afegit encara a l'Unicode. En contrast amb Ð la barra central s'estén per tot el glif. Les inscripcions en aquest alfabet procedeixen del període posterior a la conquesta de la Gàl·lia per Juli Cèsar (52 aC) i s'han trobat especialment a la zona central de l'actual França. A unes 15 inscripcions breus en pedra, principalment monuments funeraris i dedicatòries, cal sumar el calendari de Coligny, una placa de bronze, preservat en 73 fragments que originalment eren d'1,48 m d'ample i 0,9 m d'alt, sent probable que el seu origen dati del final del segle ii.
La inscripció en comença: In-sinde es-: bnanom bricto n,-eainom anuana Sananda na:-brictom uidlaias uidli [..] tigontias sobre. / Aquí: un conjur màgic de la dona, els seus noms especials màgics infernals, el conjur màgic d'un profeta que crec aquesta profecía. L'alfabet grec oriental usat a la Gàl·lia Transalpina era:
αβγδεζηθικλμνξοπρστυχω
χ s'usa per [χ], θ per ts, ου per / o /, / ū /, / w /, η i ω tant per a la / i /, / ē / curta i llarga, / o /, / ō /, mentre que ι és per a la / i / curta i ει per / ī /. Cal notar que Sigma en l'alfabet grec oriental s'assembla a una C (llunàtic sigma). Aquest alfabet es va usar sobretot en regió de Marsella, àrea antigament colonitzada pels grecs.
L'alfabet de Lugano, una variant de l'etrusc, usat a la Gàl·lia Cisalpina per al lepòntic era:
AEIKLMNOPRSTΘUVXZ
L'alfabet de Lugano no distingeix entre les oclusives sordes i sonores, és a dir, P representa / b / o / p /, T val per / t / o / d /, K per / g / o / k /. Z representa probablement ts. U / o / i V / w / es distingeixen. Θ s'usava probablement per a / t / i X per a / g /. En aquest alfabet s'han trobat sis inscripcions al nord d'Itàlia.

## Característiques lingüístiques
La major part del coneixement que es té avui en dia del gal es deu a inscripcions variades, però també a topònims, antropònims i glosses de vocabulari en gal testimoniat per autors clàssics. D'aquesta manera es coneixen unes 1.000 paraules, se'n poden afegir altres reconstruïdes mitjançant paraules cèltiques britàniques i gaèliques, així com altres llengües indoeuropees, en total es pot afirmar que el vocabulari gal conegut supera 5.000 mots, i és la llengua celta extinta més ben coneguda i documentada.